# Housse de menottes
 (novembre 2021).
La mise en forme du texte ne suit pas les recommandations de Wikipédia : il faut le « wikifier ».
Les points d'amélioration suivants sont les cas les plus fréquents. Le détail des points à revoir est peut-être précisé sur la page de discussion.
- Les titres sont pré-formatés par le logiciel. Ils ne sont ni en capitales, ni en gras.
- Le texte ne doit pas être écrit en capitales (les noms de famille non plus), ni en gras, ni en italique, ni en « petit »…
- Le gras n'est utilisé que pour surligner le titre de l'article dans l'introduction, une seule fois.
- L'italique est rarement utilisé : mots en langue étrangère, titres d'œuvres, noms de bateaux, etc.
- Les citations ne sont pas en italique mais en corps de texte normal. Elles sont entourées par des guillemets français : « et ».
- Les listes à puces sont à éviter, des paragraphes rédigés étant largement préférés. Les tableaux sont à réserver à la présentation de données structurées (résultats, etc.).
- Les appels de note de bas de page (petits chiffres en exposant, introduits par l'outil «  Source ») sont à placer entre la fin de phrase et le point final[comme ça].
- Les liens internes (vers d'autres articles de Wikipédia) sont à choisir avec parcimonie. Créez des liens vers des articles approfondissant le sujet. Les termes génériques sans rapport avec le sujet sont à éviter, ainsi que les répétitions de liens vers un même terme.
- Les liens externes sont à placer uniquement dans une section « Liens externes », à la fin de l'article. Ces liens sont à choisir avec parcimonie suivant les règles définies. Si un lien sert de source à l'article, son insertion dans le texte est à faire par les notes de bas de page.
- La présentation des références doit suivre les conventions bibliographiques. Il est recommandé d'utiliser les modèles {{Ouvrage}}, {{Chapitre}}, {{Article}}, {{Lien web}} et/ou {{Bibliographie}}. Le mode d'édition visuel peut mettre en forme automatiquement les références.
- Insérer une infobox (cadre d'informations à droite) n'est pas obligatoire pour parachever la mise en page.

Pour une aide détaillée, merci de consulter Aide:Wikification.
Si vous pensez que ces points ont été résolus, vous pouvez retirer ce bandeau et améliorer la mise en forme d'un autre article.
Pour les articles homonymes, voir Housse.
Une housse de menottes est un morceau de plastique ou de métal qui peut être placé autour d'une paire de menottes. Il se compose d'un ensemble articulé en forme de boîte, verrouillé sur la chaîne de menottes, les bracelets et les trous de serrure.
Le premier couvre-menottes a été inventé par JD Cullip et KE Stefansen et breveté en 1973. Il est fabriqué à partir de plastique ABS haute résistance et résistant aux chocs et est toujours distribué par C & S Security Inc. sous le nom de housse de menottes Black Box. D'autres sociétés vendent des appareils similaires, par exemple CTS Thompson (couvre menottes Black Box) ou contraintes Sisco.
Un couvre-menottes a deux objectifs principaux :
- Il convertit une paire de menottes à maillons de chaîne standard en menottes rigides, offrant une retenue un peu plus sévère.
- Il couvre les trous de serrure des menottes pour plus de sécurité.

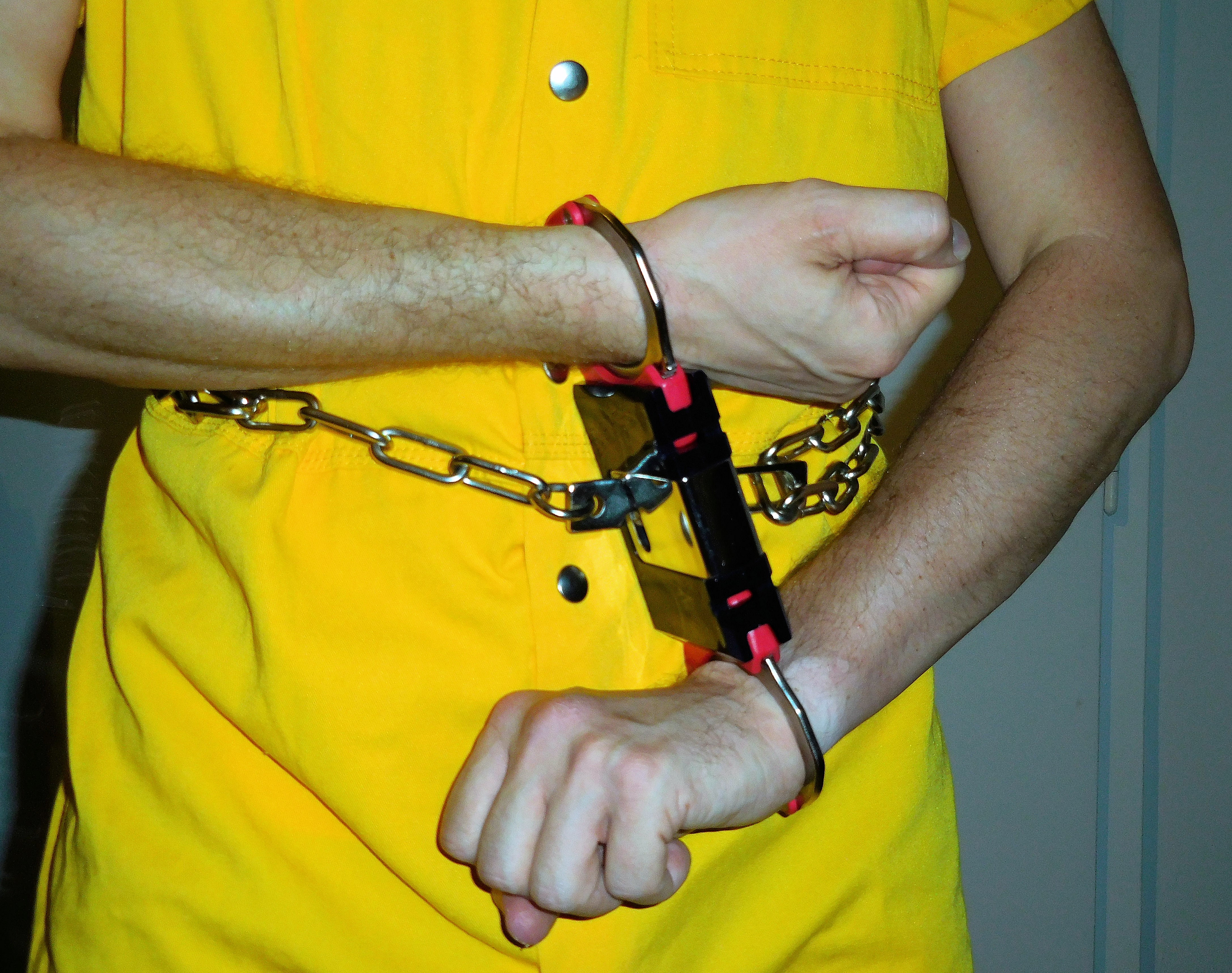
position de la pile avant.

Dans la plupart des cas, un couvre-menottes est utilisé en combinaison avec une chaîne « ventrale à maillons martin » qui fixe les menottes au niveau de la taille. Cela fournit une retenue plutôt inconfortable et peut entraîner des blessures à l'individu s'il est maintenu pendant une période de temps prolongée. Lors de l'utilisation d'un couvre-menottes en combinaison avec une chaîne ventrale, les mains peuvent être menottées en parallèle ou en position empilée.
En position empilée, la liberté de mouvement de la personne enchaînée est fortement restreinte et les bras sont maintenus dans une position peu naturelle qui peut provoquer une gêne voire une douleur  car dans cette disposition, les poignets de la personne sont retenus à proximité immédiate du torse.

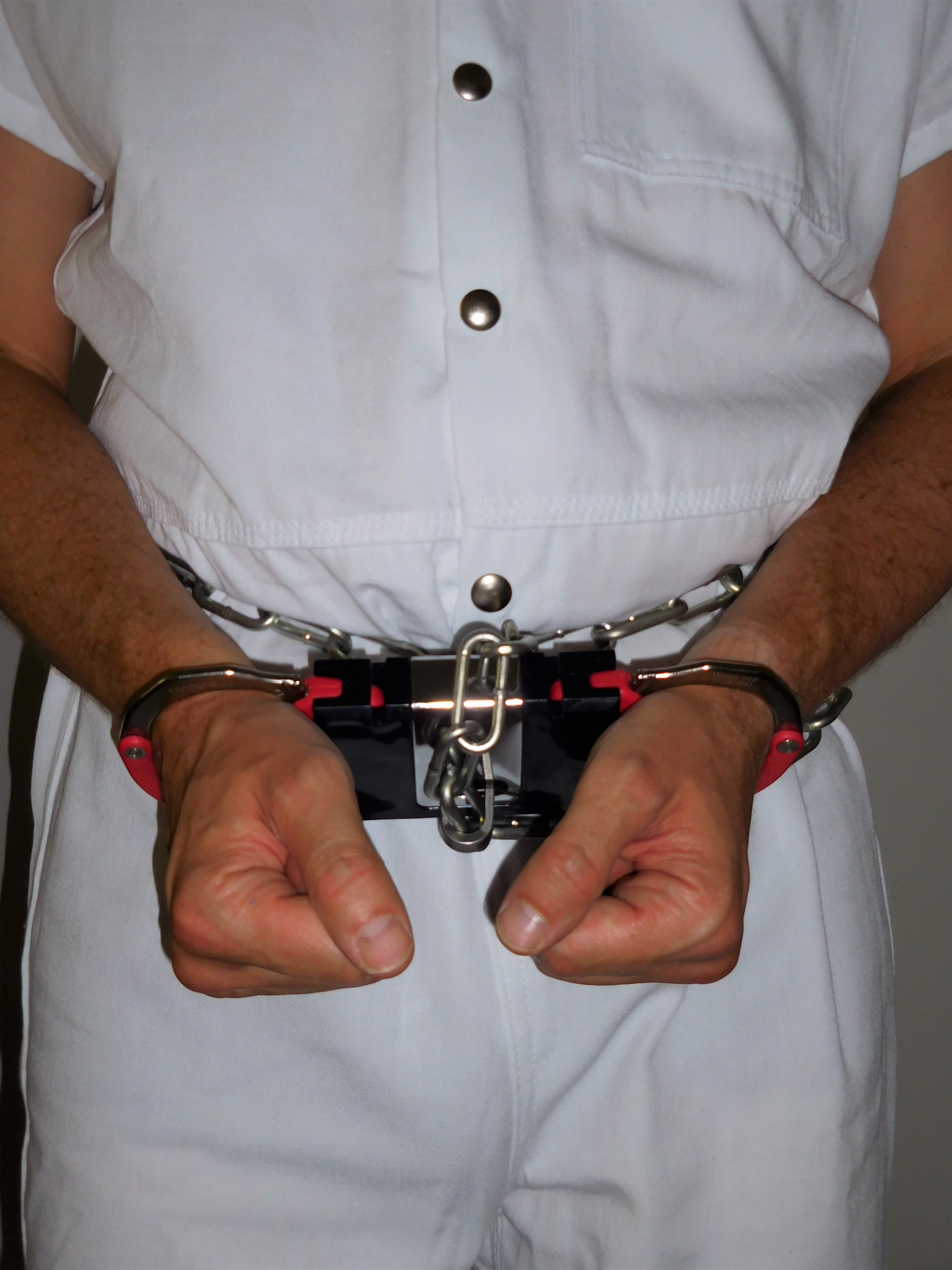
position parallèle.

Dans une position parallèle, la retenue amènera les poignets à s'étendre vers l'extérieur dans une relation angulaire. Comme le protège-menottes offre une structure rigide, les poignets de l'individu peuvent être meurtris ou tendus, ce qui restreint la circulation sanguine de l'individu.
Une couverture de menottes peut également être liée avec une chaîne de connecteur à une paire de fers de jambe. Les personnes munies d'un protège-menottes sur leurs menottes peuvent également être attachées ensemble pour le transport à l'aide de ce que l'on appelle des « chaînes de gangs ».

## Galerie

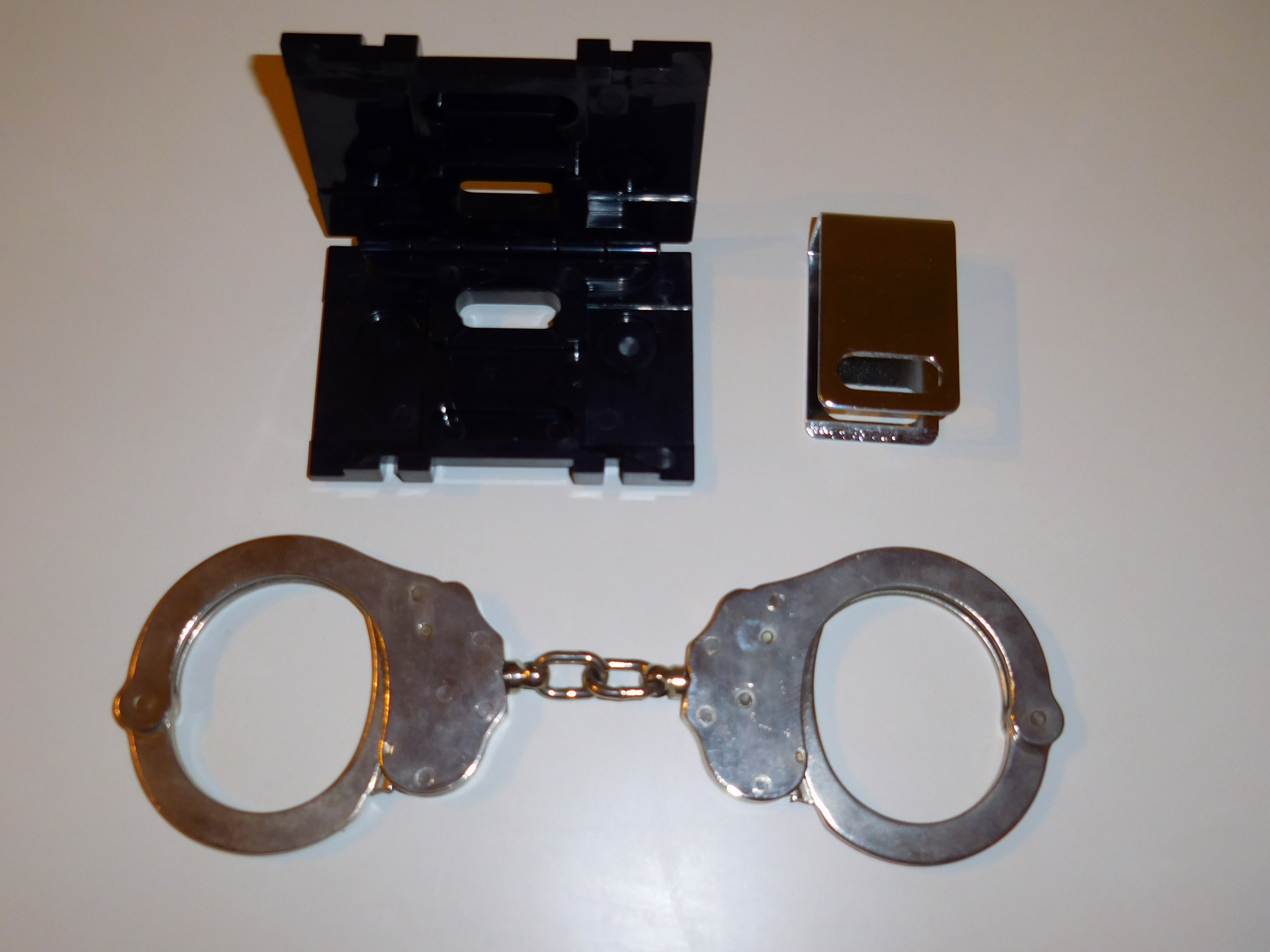
Couvre menottes CTS Thompson Black Box.
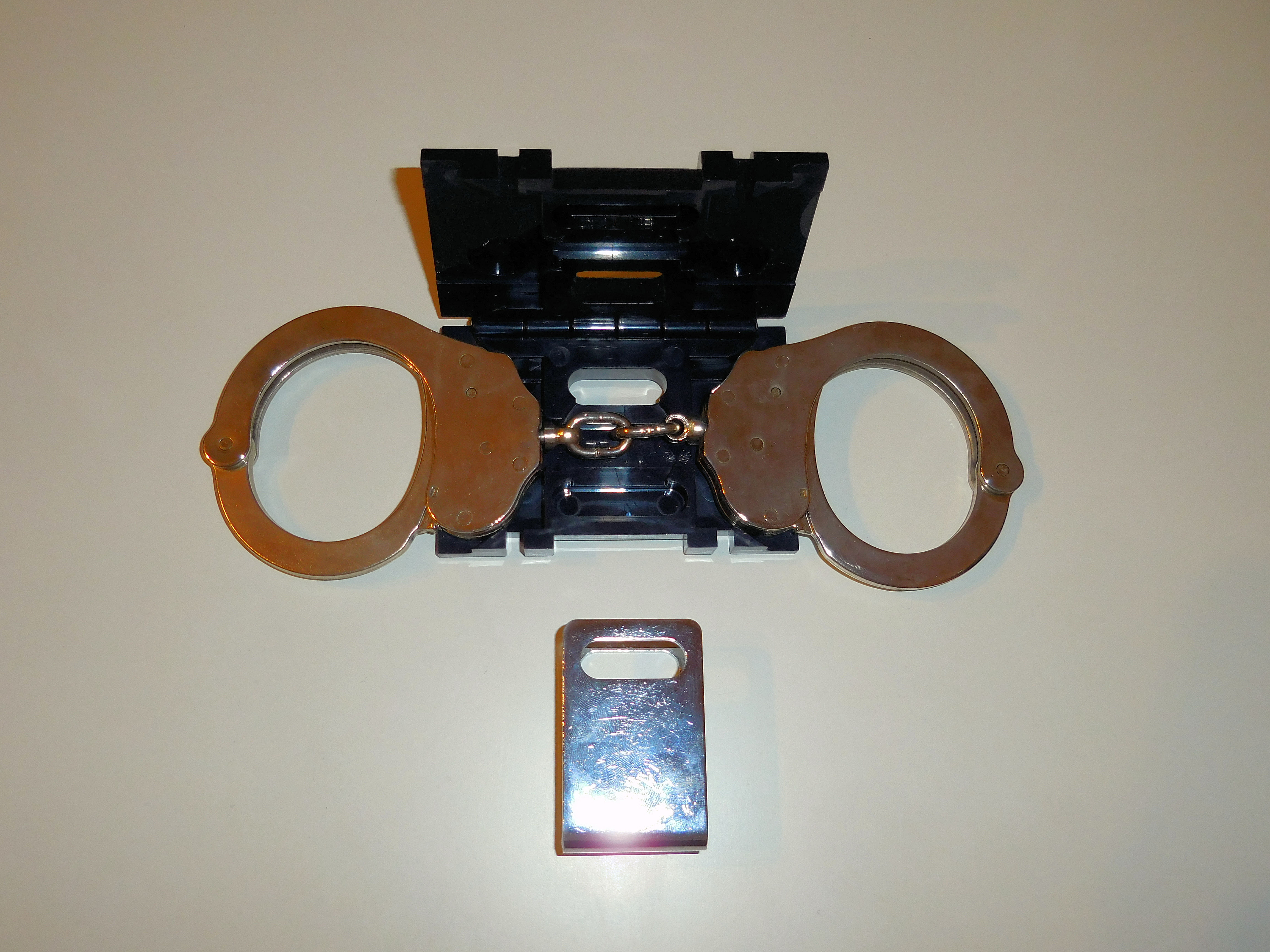
Les menottes sont placées dans la boîte en plastique.
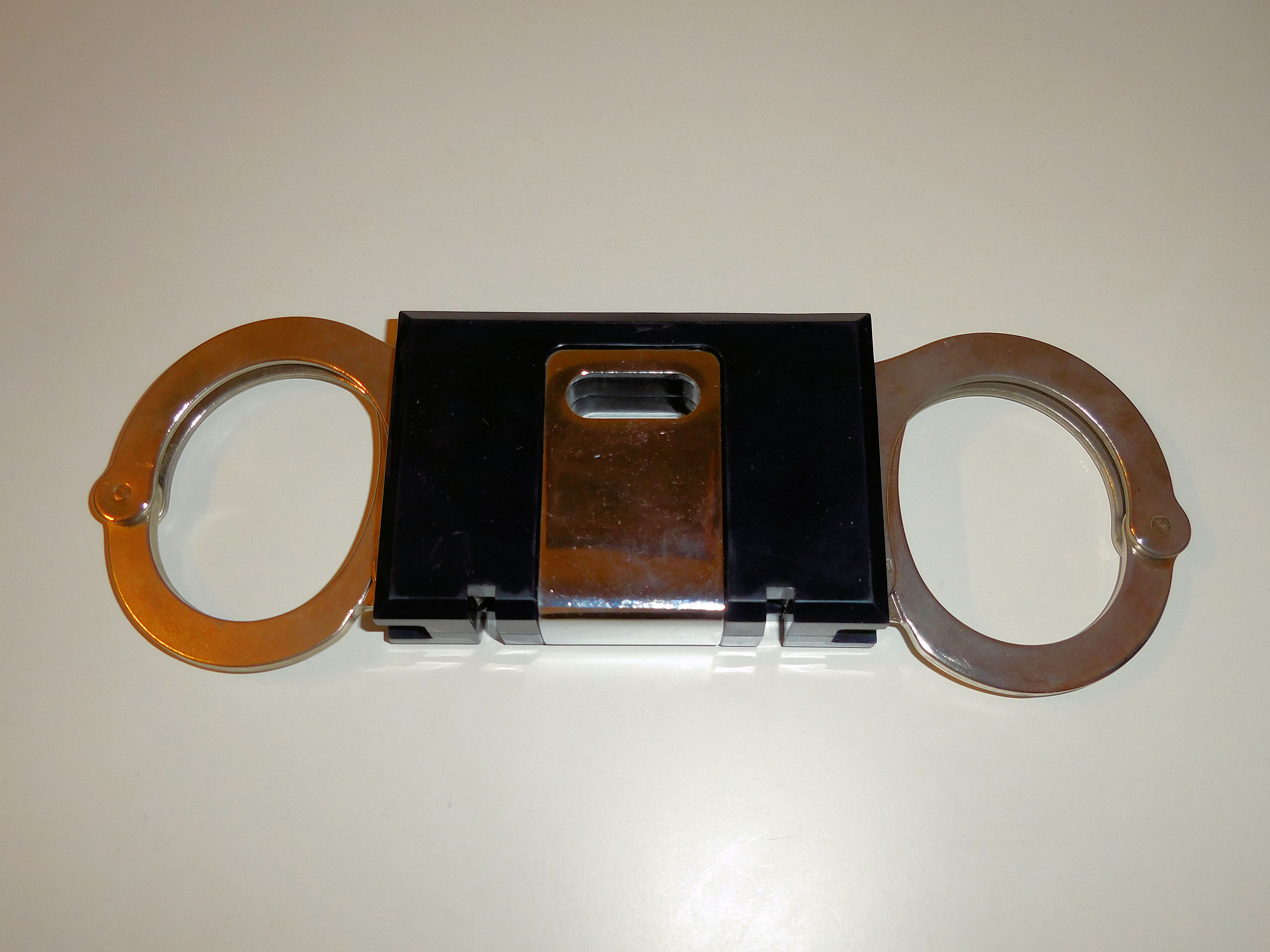
La boîte est fermée et fixée avec le curseur métallique.
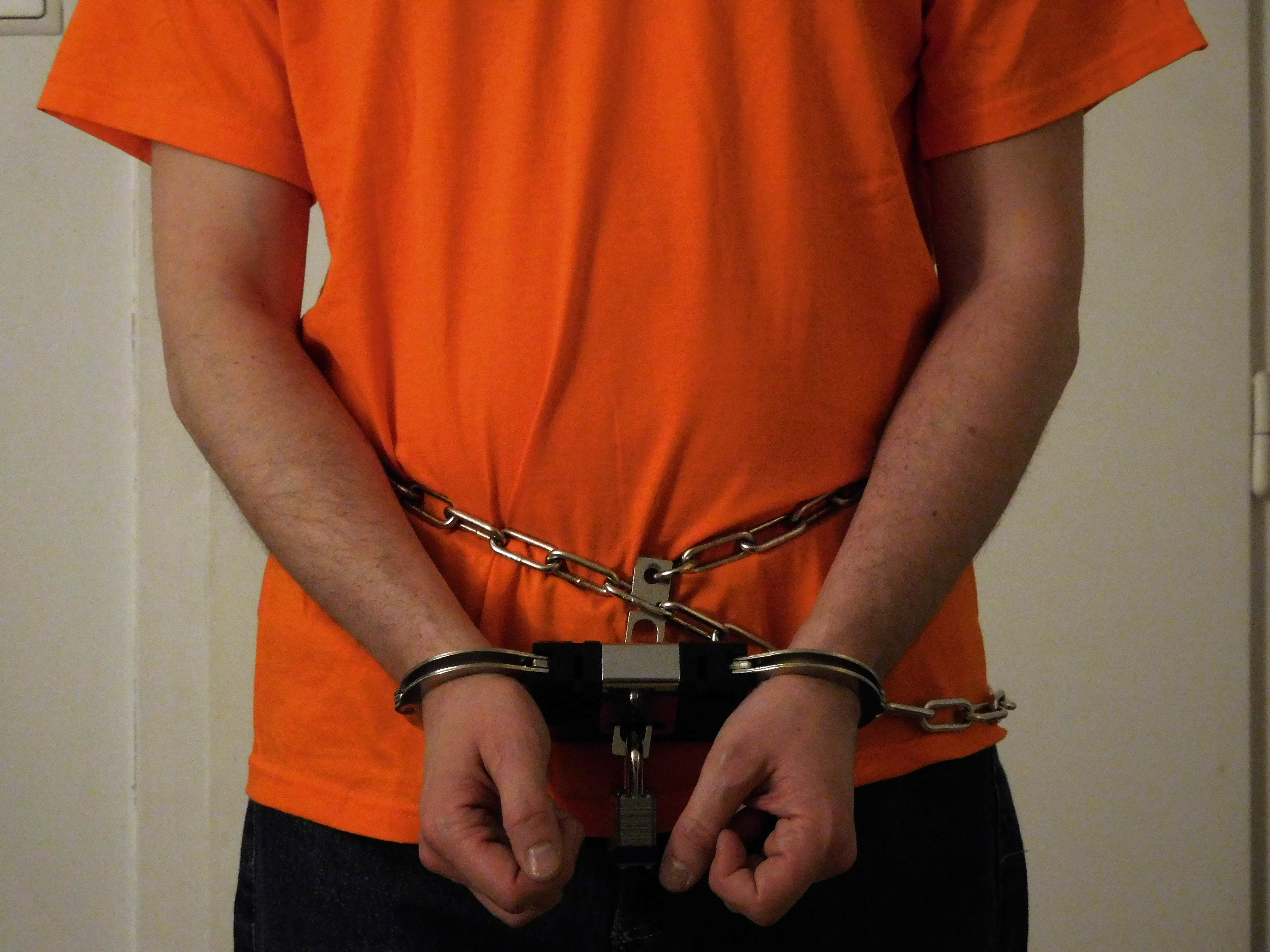
Prisonnier menotté avec une housse de menottes de type CTS Thompson Black Box, fixée avec une chaîne ventrale autour de sa taille.